# Actinote hypsipetes
Actinote hypsipetes är en fjärilsart som beskrevs av Jordan 1910. Actinote hypsipetes ingår i släktet Actinote och familjen praktfjärilar. Inga underarter finns listade i Catalogue of Life.